# 莫斯內克 (北卡羅萊納州)
莫斯內克（英語：Moss Neck）是位於美國北卡羅萊納州羅伯遜縣的非建制地區。

## 歷史
莫斯內克的郵局自1875年營運至今。

## 地理
莫斯內克所處的海拔為高於海平面43米（即141英呎），而該地所採用的時區為UTC-5，即北美东部时区（EST）。同時該地設有夏令時間，為UTC-5調快一小時，即UTC-4（EDT）。